# A Extração da Pedra da Loucura
A Extração da Pedra da Loucura é uma das obras pictóricas pertencentes à primeira etapa do pintor holandês Hieronymus Bosch, realizada entre 1475 e 1480, e incluída num conjunto de gravuras satíricas e burlescas que na altura se realizavam nos Países Baixos. É um óleo sobre madeira, de 48 x 35 cm. Actualmente encontra-se no Museu do Prado, em Madrid.

## Descrição
Hieronymus Bosch mostra a loucura e a credulidade humanas. O que se representa em A Extração da Pedra da Loucura é uma espécie de operação cirúrgica que se realizava durante a Idade Média, e que segundo os testemunhos escritos sobre ela, consistia na extirpação de uma pedra que causava a loucura do homem. Acreditava-se que os loucos eram aqueles que tinham uma pedra na cabeça.
Na obra aparece um falso médico que em vez de um barrete usa um funil na cabeça (símbolo da estupidez), extrai a pedra da cabeça de um indivíduo que olha em direcção a quem vê o quadro, ainda que em realidade o que está a extrair é uma flor, uma tulipa. A sua bolsa de dinheiro é atravessada por um punhal, símbolo do seu delito. É usado como uma crítica contra os que acreditam estar em posse do saber mas que, afinal, são mais ignorantes que aqueles a quem pretendem curar da sua «loucura». Um frade e uma freira estão presentes também na cena; a religiosa tem um livro ferrado em cima da cabeça: isto pode ser uma espécie de alegoria à superstição e à ignorância, de que se acusava fortemente o clero. Esta figura feminina pode ser entendida igualmente como uma bruxa com o livro dos conjuros sobre a cabeça. O frade sustém um cântaro de vinho. O tema do quadro  juntamente com o formato circular em que se realiza poderia remeter de certo modo a um espelho, e assim parece atirar ao mundo a imagem da sua própria estupidez ao desejar superá-la deste modo tão erróneo.
A legenda que aparece escrita no quadro diz Meester snyt die Keye ras, myne name is lubbert das, que significa Mestre, extrai-me a pedra, meu nome é Lubber Das. Lubber Das era um personagem satírico da literatura holandesa que representava a estupidez.
A representação do frade como ébrio e a freira como ignorante poderia apontar para o anticlericalismo de Hieronymus Bosch, influenciado pelas correntes religiosas prerreformistas na Flandres, como a devotio moderna, que defendia a comunhão directa com Deus sem a intervenção da Igreja oficial.